# Peter Fellin
Peter Fellin (Revò, 6 settembre 1920 – Merano, 22 aprile 1999) è stato un pittore italiano, molto conosciuto negli ambienti artistici austriaci e altoatesini.

## Biografia
Peter Fellin era l'ultimo di 16 figli. All'età di 3 anni perse la madre e poco tempo dopo anche il padre. Rimasto orfano, venne adottato dallo zio Jacob Fellin che viveva a Graz, in Austria, dove faceva il bibliotecario. Frequentò la scuola d'arte di Graz e, successivamente, la Scuola di Arti Applicate a Schwaz e l'Accademia di belle arti di Vienna. Durante questo periodo, grazie ad artisti come Alfred Wickenburgvenne, Rudolf Syszkowitz e Fritz Silberbauerin entrò in contatto con le correnti artistiche tedesche dell'epoca, soprattutto con l'espressionismo tedesco. Durante la Seconda guerra mondiale tentò senza successo di sfuggire all'arruolamento. Ferito nel Caucaso nel 1942 e nuovamente sugli Appennini nel 1944, venne fatto prigioniero dagli americani a Napoli.
Dopo la guerra si trasferì a Merano dove progettò ma non realizzò un affresco per la chiesa di Naturno. Sposata la moglie Herta Huber, dalla quale ebbe 5 figli, lavorò a Merano come artista fino alla morte.

## Espressione artistica
In gioventù Fellin si dedicò all'autoritratto, per poi passare a espressioni più astratte, ma sempre motivate dall'esigenza di esprimere uno stato d'animo interiore. Successivamente, negli anni passati all'Accademia di belle arti di Vienna, creò opere dal tema religioso e raffiguranti icone sacre.
Nel corso degli anni 50 l'autore abbandona l'indagine su se stesso per la ricerca di sbocchi internazionali. Iniziò così la produzione dei Creatori (Schöpfer) e degli Scriventi (Schreiber) e delle poesie visive, nelle quali si trova l'interazione tra le diverse arti figurative, il segno grafico e la musica. Le opere di questi anni riflettono il confronto con esperienze internazionali, che gli valsero però difficoltà di comprensione nell'ambiente sudtirolese.
Dopo il 1957 il passaggio dalla figurazione all'astrazione divenne definitivo, e nelle sue opere i riferimenti alla musica e alla scrittura grafica assunsero un ruolo importante. Fellin rifiutò sempre tuttavia di essere definito informale.

## Mostre
- 1984: Kunstpavillon Innsbruck, con Hans Ebensperger
- 1998: Peter Fellin, Museion, Bolzano
- 2010: F come Fellin, Merano Arte, Merano
- 2010 Tra Italia e Austria. Giacomo Fellin Peter Fellin, Revò

## Premi e riconoscimenti
- 1992: Premio Walter von der Vogelweide
- 1997: Onorificena del Land Tirol
- 1998: Ordine al merito della Repubblica italiana